# USS Salmon (SSR-573)
USS Salmon (SSR-573) – amerykański okręt podwodny typu Sailfish o wyporności nawodnej 1990 ton standardowych, drugi z dwóch okrętów dozoru radarowego tego samego typu. Zwodowany 25 lutego 1956 roku okręt, został włączony do służby w marynarce amerykańskiej 15 kwietnia 1956 roku, z wyposażeniem w postaci umieszczonego w kiosku radaru obserwacji przestrzeni powietrznej AN/BPS-2 oraz posadowionego za kioskiem namiernika wysokości AN/BPS-3.
1 marca 1961 roku okręt został zmodyfikowany i przeklasyfikowany do pełnienia klasycznej roli okrętu myśliwskiego (SS). 29 czerwca 1968 roku został ponownie zmodyfikowany i przeklasyfikowany do roli okrętu doświadczalnego (AGSS) – przenosił wówczas pojazd ratowniczy głębokiego zanurzania (DSRV), już jednak 1 czerwca następnego roku został ponownie przeklasyfikowany na okręt myśliwski. 1 października 1977 został ostatecznie wycofany ze służby.